# Ferdinand-Jérôme de Beauvau-Craon
Pour les articles homonymes, voir Famille de Beauvau, Beauvau-Craon et Beauvau.
Ferdinand-Jérôme de Beauvau, marquis de Haroué, né le 4 septembre 1723 à Lunéville et mort le 8 octobre 1790 à Paris, est un général français.

## Biographie
Fils du prince Marc de Beauvau-Craon (1679-1754) et d'Anne-Marguerite de Ligniville, il est fait chevalier de Malte alors encore jeune.
Suivant la carrière des armes, il est lieutenant dans le Régiment de La Reine cavalerie en 1741, colonel commandant du régiment des Gardes-Lorraine en 1746 et brigadier des armées du roi en 1758.
Promu maréchal de camp, il est nommé inspecteur général de la Cavalerie.
Il est également chambellan du roi Stanislas.
Marié à Louise Desmier d'Archiac, fille du général Étienne-Louis Desmier d'Archiac et petite-fille de Jean-Henri d'Anthès, il est le père du prince Marc Étienne Gabriel de Beauvau-Craon.

### Sources
- Louis Alexandre Expilly, Dictionnaire géographique, historique et politique des Gaules et de la France, 1761
- François Roth, La Lorraine et les Lorrains dans l'Europe du Saint-Empire, 1697-1790, 1999
- Jean-Baptiste-Pierre Jullien de Courcelles, Histoire généalogique et héraldique des pairs de France : des grands dignitaires de la couronne, des principales familles nobles du royaume et des maisons princières de l'Europe, précédée de la généalogie de la maison de France, vol. 12 vol., 1822-1833 [détail de l’édition]